# Katri Ylinen
Katri Ylinen, född 1990, är en finländsk facklitterär författare och poddradiovärd. Hon är även aktivist och entreprenör inom kommunikations- och evenemangsbranschen. Hon gav i oktober 2024 ut en bok som behandlar nittiotalets finländska moralpanik kring satanism och djävulsdyrkan.
Ylinen är känd för de av Yle utgivna poddarna Darravapaana och Ehkä kaikki on hyvin, samt för sin debutbok Aamu ilman darraa (2022). Hon har även fungerat som ordförande för Europeiska gröna partiets ungdomsförbund. Ylinen har en universitetsexamen i hållbar utveckling och är utexaminerad miljöplanerare.

## Biografi

### Författargärning
Ylinen publicerade sin debutbok Aamu ilman darraa på förlaget Into Kustannus i augusti 2022. Aamu ilman darraa ("Morgon utan bakis") är en berättande faktabok, byggd kring Ylinens egen alkoholism och tillnyktring. Boken listades av bokhandelsorganisationen Kirjakauppaliitto i två månaders tid som en bland de tio mest lästa fackböckerna av finländska författare.
I januari 2023 publicerades fackboken Darravapaa käsikirja ("Bakisfri handbok"). Fackboken skrevs av Ylinen i samarbete med Laura Wathén.
Ylinen var involverad i produktionen av Lupa olla tyttö ("Tillåtet att vara flicka"), med riksdagsledamot Fatim Diarra och Iida Tani som redaktörer. Boken gavs ut 2024. Hösten samma år gav förlaget Kosmos ut Ylinens sitt andra helt egna verk. Boken behandlar 1990-talets moralpanik över satanism och djävulsdyrkan, i Finland och internationellt. Ylinen inspirerades enligt egen utsago av egna barndomsminnen från hemstaden Nokia, runt det olösta mordet 1996 på stadsfullmäktigeledamoten Markku Mallat. Våldsdådet följdes av en allmän rädsla för djävulsdyrkare som spred sig i omgivande Birkaland.

### Podcastproduktion och sociala medier
År 2021 grundade Ylinen tillsammans med Laura Wathén nätgemenskapen Darravapaa, vilket blev ett rikstäckande fenomen i sociala medier. Enligt Ylinen uppstod Darravapaa ur behovet av att prata om alkoholproblem ur unga kvinnors perspektiv. Dessutom har Ylinen och Wathén publicerat Darravapaana-podden på Yle Arenan, prisbelönt som årets podcast i kategorin Wellbeing, health and growth award vid Audioland Awards för podcasts 2022.
Ylinen har fungerat som uppläsare för Podimos Hämärä historia-podd. Dessutom har Ylinen tillsammans med facklitteraturförfattaren Tiina Svensk producerat podden Ehkä kaikki on hyvin ("Kanske allt är bra"). Den kretsar kring kollektiv ångest hos unga vuxna i trettioårsåldern, samtida prestationskultur och illusionen av oändliga möjligheter. I podden har Ylinen också berättat om sitt beslut att frivilligt förbli barnlös.

### Evenemangsproduktion
Tillsammans med Wathén har Ylinen skapat och producerat det alkoholfria nattklubbskonceptet Sober Furious. Klubben startade i Helsingfors på Kuudes linja-kedjans nattklubbar i mars 2022. Utsålda klubbar har anordnats vid Dynamo i Åbo, Klubi i Tammerfors och även på Finlands Nationalmuseum. Artisterna F, Isaac Sene, Renaz Ebrahimi, DJ Orkidea och vid flera tillfällen Windows95Man har uppträtt på klubbarna.

### Samhällelig syn
I sitt arbete har Ylinen ofta framfört sin dröm om en arbetskultur som främjar ett balanserat liv för alla och att återhämtningstrycket inte skulle hopa sig på helgerna. Detta skulle ge tillräcklig möjlighet till vila varje dag.
2018 aktiverade sig Ylinen i motståndet mot toppmötet mellan president Donald Trump och president Vladimir Putin i Helsingfors. Hon fungerade som informatör för massdemonstrationen Helsinki Calling! som fördes kring mötet. Avsikten med demonstrationen var att betona vikten av en mångsidig och multilateral demokratisk diskussion, istället för hemliga toppmöten.
Under 2016 diskuterade Ylinen på seminariet "Framtiden för EU som global aktör" vikten av fri rörlighet inom Europa. Hon ser EU:s gränspolitik som omänsklig.
Ylinen representerade 2016 Finland som en del av den officiella delegationen vid klimatmötet i Marrakech. Hon var där ungdomsklimatdelegat utsedd av paraplyorganisationen för den finska ungdomssektorn Allianssi. Som klimatdelegat fokuserade hon på att lyfta fram ursprungsbefolkningens utsatta ställning i anpassningen till klimatförändringarna och brådskan kring ratificering av ILO169- avtalet. Dessutom betonade Ylinen i sina uttalanden den transgenerationella betydelsen av utsläppsminskningsmålen, i enlighet med klimatavtalet från Paris från 2015.
Ylinen har arbetat som riksdagsassistent åt De Grönas tidigare riksdagsledamot Emma Kari, samt verkat som kampanjledare för tidigare riksdagsledamoten och Tammerfors kommunalråd Iiris Suomela. Ylinen har även suttit som ledamot i Vihreät nuorets styrelse och arbetat som förbundets organisations- och utbildningsplanerare.